# Harrokjaure (Arjeplogs socken, Lappland)
Harrokjaure är en sjö i Arjeplogs kommun i Lappland och ingår i Luleälvens huvudavrinningsområde. Sjön har en area på 0,211 kvadratkilometer och ligger 777,9 meter över havet. Sjön avvattnas av vattendraget Skieltajåkkå.

## Delavrinningsområde
Harrokjaure ingår i det delavrinningsområde (740550-158111) som SMHI kallar för Utloppet av Kaskasjaure. Medelhöjden är 765 meter över havet och ytan är 22,49 kvadratkilometer. Det finns inga avrinningsområden uppströms utan avrinningsområdet är högsta punkten. Skieltajåkkå som avvattnar avrinningsområdet har biflödesordning 4, vilket innebär att vattnet flödar genom totalt 4 vattendrag innan det når havet efter 319 kilometer. Avrinningsområdet består mestadels av skog (12 procent) och kalfjäll (83 procent). Avrinningsområdet har 1,17 kvadratkilometer vattenytor vilket ger det en sjöprocent på 5,2 procent.